# Jean Desforgesová
Jean Desforgesová (4. července 1930 – 25. března 2008) byla britská atletka, mistryně Evropy ve skoku dalekém z roku 1954.

## Sportovní kariéra
Věnovala se hned několika atletickým disciplínám – běhu na 80 metrů překážek, skoku dalekém a pětiboji. V těchto disciplínách byla několikanásobnou mistryní Velké Británie.